# Laos Composite
Le Laos Composite est un indice boursier composé de deux titres :
- la Banque pour le Commerce extérieur du Laos (BCEL)
- EDL-Génération, producteur d'électricité du pays

Il a été créé en même temps que la bourse de Vientiane, en 2011.
En 2022,le Laos Composite a perdu 8 points(soit 1,38 %)[pertinence contestée].